# It's Trad, Dad!
Pour plus de détails, voir Fiche technique et Distribution.
It's Trad, Dad!, sorti aux États-Unis sous le titre Ring-A-Ding Rhythm!, est une comédie musicale réalisée en 1962 par Richard Lester - le premier long métrage de cinéma de son auteur.
Le long métrage met en scène un grand éventail de chanteurs jazz, ainsi que quelques numéros rock 'n' roll. Ce film est un des premiers sortis par Amicus Productions, qui se spécialisera quelques années plus tard dans les cinémas fantastique et horrifique.

## Synopsis
Craig (Craig Douglas (en)) et Helen (Helen Shapiro) sont deux adolescents adeptes, avec leurs amis, du dernier courant musical à la mode : le jazz traditionnel. Le maire et les adultes détestant et désapprouvant cette nouvelle tendance, ils s'organisent pour faire enlever le jukebox du café local.
Avec l'aide d'un personnage qui jouera également la fonction de narrateur omniscient, Craig et Helen partent pour Londres afin de rentrer dans un studio TV : ils espèrent rencontrer un disc jockey qui acceptera de participer à un concert dont le but sera de donner des lettres de noblesse à la nouvelle musique. Ils y croisent ainsi David Jacobs (en), qui accepte de leur prêter main-forte, ainsi que plusieurs chanteurs prêts à se produire pour eux. À l'annonce du concert, le maire décide d'arrêter le minivan des artistes par tous les moyens.
Alors que l'heure du concert approche, Craig et Helen découvrent que les musiciens ne sont pas encore arrivés : ils cherchent des talents du cru parmi les habitants venus assister au spectacle. Les numéros improvisés retiennent le public suffisamment longtemps pour que le véhicule des musiciens professionnels se tirent d'une série de pièges tendus par le conseil municipal. Juste à temps, les chanteurs montent sur scène et jouent leurs morceaux aux spectateurs. Le film s'achève sur les enfants et adolescents s'amusant sur la musique, et les adultes l'acceptant de mauvaise grâce.

## Fiche technique
Sauf indication contraire, les informations mentionnées dans cette section peuvent être confirmées par la base de données cinématographiques IMDb,  présente dans la section « Liens externes ».
- Titre original : It's Trad, Dad!
- Titre américain : Ring-a-Ding Rhythm!
- Réalisation : Richard Lester
- Scénario : Milton Subotsky
- Direction artistique : Maurice Carter
- Costumes : Gamp Ferris
- Photographie : Gilbert Taylor
- Montage : Bill Lenny
- Musique : Ken Thorne (Musique de scène)
- Production : Milton Subotsky
Max Rosenberg (en)
- Sociétés de production : Amicus Productions
- Sociétés de distribution : Columbia Pictures
- Budget : 50 000 £
- Pays d'origine :  Royaume-Uni
- Langue originale : Anglais
- Format : Noir et blanc − 35 mm − Son mono
- Genre : Comédie musicale
- Durée : 78 minutes
- Dates de sortie :
  - Royaume-Uni : 16 avril 1962
  - États-Unis : septembre 1962
  - Danemark : 15 octobre 1962
  - Venezuela : 17 décembre 1962
  - Finlande : 25 janvier 1963
  - Suède : 2 décembre 1963
  - Mexique : 19 décembre 1963
  - Tchécoslovaquie : 24 janvier 1964

## Casting
- Deryck Guyler (en) : narrateur
- Helen Shapiro : Helen
- Craig Douglas (en) : Craig
- John Leyton : lui-même
- The Brook Brothers (en) : eux-mêmes
- Chubby Checker : lui-même
- Del Shannon : lui-même
- Gary U.S. Bonds : lui-même (crédité comme Gary [U.S.] Bonds)
- Gene Vincent : lui-même
- Gene McDaniels : lui-même
- The Paris Sisters : elles-mêmes (créditées comme Paris Sisters)
- Dukes of Dixieland (en) : eux-mêmes
- Chris Barber's Jazz Band: eux-mêmes
- Ottilie Patterson (en) : elle-même
- Acker Bilk and His Paramount Jazz Band : eux-mêmes
- Kenny Ball and his Jazzmen : eux-mêmes (crédités comme Kenny Ball's Jazzmen)
- Bob Wallis (en) and His Storyville Jazzmen : eux-mêmes
- Terry Lightfoot (en) and His New Orleans Jazz Band : eux-mêmes
- The Temperance Seven (en) : eux-mêmes
- Sounds Incorporated (en) : eux-mêmes (crédités comme Sounds Inc.)
- Derek Nimmo : le serveur en chef au Clique Club

## Bande originale
Outre une musique de scène composée par Ken Thorne, It's Trad, Dad! se compose majoritairement de numéros musicaux, certains exécutés par les acteurs principaux Helen Shapiro et Craig Douglas eux-mêmes. Toutefois, contrairement aux comédies musicales hollywoodiennes classiques, les chansons ne participent pas à la poursuite de la trame narrative du film, mais servent plutôt d'arguments promotionnels au service des chanteurs, d'outils de démonstration du talent des artistes : l'histoire semble s'arrêter lorsque commence un numéro musical - pareillement à un montage d'attractions monstratives.
Pour accompagner la sortie du long métrage au cinéma, Columbia édite un album de quatorze titres - le label Hallmark Records (en) réédite cet album en 2013 :
| Liste des titres | Liste des titres                                                                 | Liste des titres | Liste des titres | Liste des titres | Liste des titres | Liste des titres | Liste des titres | Liste des titres | Liste des titres |
| No               | Titre                                                                            | Durée            |                  |                  |                  |                  |                  |                  |                  |
| ---------------- | -------------------------------------------------------------------------------- | ---------------- | ---------------- | ---------------- | ---------------- | ---------------- | ---------------- | ---------------- | ---------------- |
| 1.               | Tavern In The Town (Terry Lightfoot's New Orlean's Jazzmen)                      | 2:07             |                  |                  |                  |                  |                  |                  |                  |
| 2.               | Lonely City (John Leyton)                                                        | 2:12             |                  |                  |                  |                  |                  |                  |                  |
| 3.               | Another Tear Falls (Gene McDaniels)                                              | 2:20             |                  |                  |                  |                  |                  |                  |                  |
| 4.               | In A Persian Market (Acker Bilk)                                                 | 2:24             |                  |                  |                  |                  |                  |                  |                  |
| 5.               | Let's Talk About Love (Helen Shapiro)                                            | 1:56             |                  |                  |                  |                  |                  |                  |                  |
| 6.               | Down By The Riverside (Chris Barber's Jazz Band avec Ottilie Patterson)          | 1:48             |                  |                  |                  |                  |                  |                  |                  |
| 7.               | Ring-a-Ding (Craig Douglas)                                                      | 2:11             |                  |                  |                  |                  |                  |                  |                  |
| 8.               | Spaceship To Mars (Gene Vincent)                                                 | 1:56             |                  |                  |                  |                  |                  |                  |                  |
| 9.               | Everybody Loves My Baby (Temperance Seven)                                       | 2:35             |                  |                  |                  |                  |                  |                  |                  |
| 10.              | Rainbows (Craig Douglas)                                                         | 2:14             |                  |                  |                  |                  |                  |                  |                  |
| 11.              | Frankie And Johnny (Acker Bilk)                                                  | 2:42             |                  |                  |                  |                  |                  |                  |                  |
| 12.              | The Lose-Your-Inhibitions Twist (Chubby Checker)                                 | 2:23             |                  |                  |                  |                  |                  |                  |                  |
| 13.              | Sometime Yesterday (Helen Shapiro)                                               | 2:54             |                  |                  |                  |                  |                  |                  |                  |
| 14.              | When The Saints Go Marching In (Chris Barber's Jazz Band avec Ottilie Patterson) | 2:54             |                  |                  |                  |                  |                  |                  |                  |
| 32:16            |                                                                                  |                  |                  |                  |                  |                  |                  |                  |                  |

## Analyse
Jean-Emmanuel Deluxe souligne, à propos de It's Trad, Dad!, "une modernité [influencée] par la publicité et la Nouvelle Vague" : le cinéaste Richard Lester confirme dès ce premier long métrage un sens visuel, un goût pour une stylisation moderne prononcée, soulignée par un "récit fracturé" qui dénote encore un esprit satirique et surréaliste. En même temps que Lester tend à rompre avec le classicisme esthétique d'une certaine "tradition" cinématographique, le propos narratif du film repose sur un conflit générationnel : comme l'analyse David E. James en 2016, un genre musical cristallise le désir d'émancipation d'une jeune génération face aux adultes incarnant une autorité répressive. D'autres "films-rock" des années 1960 développeront à leur tour cette idée, tel Ferry Cross the Mersey, réalisé par Jeremy Summers en 1965. Brian Hoyle analyse de même que It's Trad, Dad! "est intervenu juste au sortir de la 'Nouvelle Vague' britannique et a incarné une combinaison astucieuse d'art contemporain fait-main à base de caméra portée et de montages impétueux chargés de jump cuts, et de divertissement populaire sous la forme de comédie musicale".
Du point de vue esthétique, les modalités d'apparition de la chanson dans le montage induisent, nous l'avons vu précédemment, une "mise en pause" du récit : contrairement au "modèle" de montage de la comédie musicale hollywoodienne classique, qui repose davantage sur un montage d'intégration narrative, la chanson intervient cut - le passage de la séquence "réaliste" parlée à la séquence chantée, connotée de lyrisme, est nette, sans effet d'annonce sonore. Ce modèle émergeant évoque le montage des attractions monstratives tel que développé par André Gaudreault et Tom Gunning: il met en exergue les mécanismes du montage en tant que procédé rythmique, à l'encontre des processus traditionnels d'identification.
En outre, le goût de Lester pour la composition stylisée des cadres accentue ce phénomène esthétique : il convient ainsi de remarquer que, pour ainsi dire, à chaque chanson correspond sa "figure stylistique", comme une signature visuelle permettant de singulariser encore plus chaque chanson. Ce phénomène esthétique structurera par la suite nombre de films-rock de la même décennie, comme Le Sous-marin jaune, réalisé par George Dunning en 1968, et dans lequel chaque chanson bénéficie d'une technique d'animation différente, ou Head, réalisé par Bob Rafelson la même année. Ce procédé de montage, caractéristique du sous-genre du "film-rock", "tombe sous le coup d'un regard postmoderne et désabusé : le rock n'est plus qu'une grande machine à récupérer même les provocations les plus radicales et à les transformer en marchandises." Si les années 1960 marquent "l'entrée dans la culture de masse", elles semblent également en être, dans une certaine mesure, un précurseur. En effet, ce montage des attractions monstratives, appliqué au "film-rock" des années 1960, peut être analysé a posteriori comme une forme de "proto-clip" - une inspiration ancestrale du clip musical : en reportant toute l'attention du long métrage sur la chanson par ces changements de plans cuts, le film-rock présente déjà en son temps toutes les caractéristiques du cinéma postmoderniste telles que développées par Laurent Jullier.